# Bischofswiesen
Bischofswiesen är en kommun och ort i Landkreis Berchtesgadener Land i Regierungsbezirk Oberbayern i förbundslandet Bayern i Tyskland. Kommunen har cirka 7 100 invånare.

## Ortsteile
Rosenberg har sex Ortsteile: Loipl, Stanggaß, Strub, Bischofswiesen, Winkl och Engedey.